# カルロス・ボッシオ
カルロス・ボッシオ（Carlos Gustavo Bossio, 1973年12月1日 - ）は、アルゼンチン・コルドバ出身の元同国代表サッカー選手である。現役時代のポジションはゴールキーパー。
194cmの長身ではあるが、背が低い人という意味のChiquitoというニックネームを持つ。

## 経歴
1995年、アルゼンチン代表としてコパ・アメリカに出場した。1996年、アトランタ五輪に出場し、銀メダルを獲得した。